# Thomas De Gendt
Thomas De Gendt (ur. 6 listopada 1986 w Sint-Niklaas) – belgijski kolarz szosowy.

## Osiągnięcia
Opracowano na podstawie:

2004
- 2. miejsce w Vuelta al Besaya
  - 1. miejsce w klasyfikacji punktowej
  - 1. miejsce na 2. etapie

2006
- 1. miejsce w klasyfikacji górskiej Thüringen-Rundfahrt

2007
- 1. miejsce na 3. etapie Thüringen-Rundfahrt

2008
- 1. miejsce w Grand Prix Waregem
- 1. miejsce w Triptyque des Monts et Châteaux
- 3. miejsce w Circuit De Wallonie
- 1. miejsce na 4. etapie Vuelta a Navarra

2009
- 1. miejsce w Internationale Wielertrofee Jong Maar Moedig
- 1. miejsce na 4. etapie Tour de Wallonie

2010
- 2. miejsce w Brabantse Pijl
- 3. miejsce w Ster Elektrotoer

2011
- 1. miejsce na 1. etapie Paryż-Nicea
- 2. miejsce w Circuit de Lorraine
  - 1. miejsce na 3. etapie
- 1. miejsce na 7. etapie Tour de Suisse

2012
- 1. miejsce na 7. etapie Paryż-Nicea
- 3. miejsce w Giro d’Italia
  - 1. miejsce na 20. etapie

2013
- 1. miejsce na 7. etapie Volta Ciclista a Catalunya

2015
- 1. miejsce w klasyfikacji górskiej Paryż-Nicea

2016
- 1. miejsce w klasyfikacji górskiej Volta Ciclista a Catalunya
  - 1. miejsce w klasyfikacji sprinterskiej
  - 1. miejsce na 4. etapie
- 1. miejsce na 12. etapie Tour de France

2017
- 1. miejsce w klasyfikacji górskiej Tour Down Under
- 1. miejsce na 1. etapie Critérium du Dauphiné
- 1. miejsce na 19. etapie Vuelta a España

2018
- 1. miejsce w klasyfikacji górskiej Paryż-Nicea
- 1. miejsce na 3. etapie Volta Ciclista a Catalunya
- 1. miejsce w klasyfikacji punktowej Tour de Romandie
  - 1. miejsce w klasyfikacji górskiej
  - 1. miejsce na 2. etapie
- 2. miejsce w mistrzostwach Belgii (jazda indywidualna na czas)
- 1. miejsce w klasyfikacji górskiej Vuelta a España

2019
- 1. miejsce w klasyfikacji górskiej Paryż-Nicea
- 1. miejsce w klasyfikacji górskiej Volta Ciclista a Catalunya
  - 1. miejsce na 1. etapie
- 1. miejsce na 8. etapie Tour de France

2021
- 1. miejsce na 7. etapie Volta Ciclista a Catalunya

2022
- 1. miejsce na 8. etapie Giro d’Italia

## Rankingi
| Rok                | 2007 | 2008 | 2009 | 2010 | 2011 | 2012 | 2013 | 2014 | 2015 | 2016  | 2017  | 2018  | 2019 | 2020 | 2021 | 2022 | 2023  |
| ------------------ | ---- | ---- | ---- | ---- | ---- | ---- | ---- | ---- | ---- | ----- | ----- | ----- | ---- | ---- | ---- | ---- | ----- |
| UCI World Calendar |      |      | -    | 239. |      |      |      |      |      |       |       |       |      |      |      |      |       |
| UCI World Tour     |      |      |      |      | 126. | 38.  | 145. | 213. | -    | 104.  | 112.  | 124.  |      |      |      |      |       |
| World Ranking      |      |      |      |      |      |      |      |      |      | 230.  | 252.  | 302.  | 231. | 317. | 906. | 590. | 2705. |
| UCI Europe Tour    | 967. | 213. | 154. | 78.  |      |      |      |      |      | 1165. | 1220. | 1020. | 193. | 262. | 694. | 460. | -     |
|                    |      |      |      |      |      |      |      |      |      |       |       |       |      |      |      |      |       |
| Źródło: UCI        |      |      |      |      |      |      |      |      |      |       |       |       |      |      |      |      |       |